# Yannick Eduardo
Yannick Ferreira Eduardo (* 23. Januar 2006 in Kadaň) ist ein niederländisch-tschechischer Fußballspieler. Der Stürmer spielt derzeit als Leihgabe vom Bundesligaverein RB Leipzig für den Eerste Divisie Verein FC Dordrecht.

## Herkunft
Eduardo wurde in Kadaň, Tschechien geboren. Sein Vater stammt aus Angola, seine Mutter ist Tschechin. Im Alter von drei Jahren zog die Familie nach Tiel, in den Niederlanden.

## Karriere
Eduardo spielte in der Jugend beim Catholic Tiel Football Club, beim T.S.V. Theole und beim NEC Nijmegen. Zum 1. Juli 2022 wechselte er in die U17 des Bundesligisten RB Leipzig. Er etablierte sich schnell als wichtiger Spieler. Am 23. Januar 2024 unterschrieb er seinen ersten Profivertrag, gültig bis 2027.
Am 27. Juni 2024 wechselte Eduardo als Leihspieler zum Eerste Divisie Verein De Graafschap. Sein Profidebüt feierte Eduardo am 11. August 2024, beim 4:3-Heimsieg gegen FC Volendam, im ersten Spiel der Saison kam er in der 64 Minute als Einwechselspieler auf den Platz.  Am 13. September erzielte er sein erstes Profitor, der Anschlusstreffer in der Nachspielzeit bei einer 3:2-Niederlage in der Liga gegen Helmond Sport. Am 9. Januar 2025 wechselte Eduardo auf Leihbasis zum Ligakonkurrenten FC Emmen. Zur neuen Saison wechselte Eduardo erneut als Leihspieler in die Eerste Divisie zum FC Dordrecht.

## Spielweise
Zu Beginn seiner Karriere wurde Eduardo als Stürmer mit „vielversprechendem Talent“ beschrieben. Bekannt für seine Torjägerqualitäten, seine Kopfballstärke, seine robuste Physis, sein gutes Tempo und seinen geschickten linken Fuß, glänzte er in der Jugendakademie von RB Leipzig.